# Liste des monuments historiques de l'Ariège
Cet article recense les monuments historiques de l'Ariège, en France.
- Pour les monuments historiques de la commune de Mirepoix, voir la liste des monuments historiques de Mirepoix.

## Statistiques
Au 21 juillet 2025, l'Ariège compte 251 édifices comportant au moins une protection au titre des monuments historiques, dont 72 sont classés et 183 sont inscrits. Le total des monuments classés et inscrits est supérieur au nombre total de monuments protégés car plusieurs d'entre eux sont à la fois classés et inscrits.
Le graphique suivant résume le nombre d'actes de protection par décennies (ou par année avant 1880) :

## Liste
| Monument                                                       | Commune                   | Adresse                                          | Coordonnées                                      | Notice                                           | Protection                                       | Date                                             | Illustration                                                   |
| -------------------------------------------------------------- | ------------------------- | ------------------------------------------------ | ------------------------------------------------ | ------------------------------------------------ | ------------------------------------------------ | ------------------------------------------------ | -------------------------------------------------------------- |
| Grotte de la Vache                                             | Alliat                    | Caugno de les Basques                            | 42° 49′ 08″ nord, 1° 35′ 12″ est                 | « PA00093766 »                                   | Inscrit                                          | 1952                                             | Grotte de la Vache                                             |
| Chapelle Sainte-Croix d'Alzen                                  | Alzen                     |                                                  | 42° 59′ 34″ nord, 1° 28′ 11″ est                 | « PA00135427 »                                   | Inscrit                                          | 1995                                             | Chapelle Sainte-Croix d'Alzen                                  |
| Croix d'Antras                                                 | Antras                    |                                                  | 42° 53′ 56″ nord, 0° 56′ 38″ est                 | « PA00093767 »                                   | Inscrit                                          | 1950                                             | Croix d'Antras                                                 |
| Chapelle Saint-Paul                                            | Arnave                    |                                                  | 42° 51′ 06″ nord, 1° 38′ 11″ est                 | « PA00093768 »                                   | Classé                                           | 1965                                             | Chapelle Saint-Paul                                            |
| Batteuse hydraulique d'Audressein                              | Audressein                |                                                  | 42° 55′ 41″ nord, 1° 01′ 28″ est                 | « PA09000011 »                                   | Inscrit                                          | 2003                                             | Image manquante Téléverser                                     |
| Église Notre-Dame-de-Tramesaygues                              | Audressein                |                                                  | 42° 55′ 48″ nord, 1° 01′ 26″ est                 | « PA00093769 »                                   | Classé                                           | 1990                                             | Église Notre-Dame-de-Tramesaygues                              |
| Église Saint-Laurent de Sinsat                                 | Aulos-Sinsat              | Sinsat                                           | 42° 47′ 53″ nord, 1° 39′ 23″ est                 | « PA00093921 »                                   | Inscrit                                          | 1926                                             | Église Saint-Laurent de Sinsat                                 |
| Église Saint-Julien d'Axiat                                    | Axiat                     |                                                  | 42° 46′ 57″ nord, 1° 45′ 28″ est                 | « PA00093771 »                                   | Classé                                           | 1907                                             | Église Saint-Julien d'Axiat                                    |
| Bassin des Ladres                                              | Ax-les-Thermes            |                                                  | 42° 43′ 11″ nord, 1° 50′ 23″ est                 | « PA00093770 »                                   | Inscrit                                          | 1979                                             | Bassin des Ladres                                              |
| Chapelle de La Bastide-de-Besplas                              | La Bastide-de-Besplas     |                                                  | 43° 10′ 05″ nord, 1° 16′ 31″ est                 | « PA00093772 »                                   | Inscrit                                          | 1950                                             | Image manquante Téléverser                                     |
| Église Saint-André de La Bastide-de-Bousignac                  | La Bastide-de-Bousignac   |                                                  | 43° 03′ 15″ nord, 1° 53′ 09″ est                 | « PA00093773 »                                   | Inscrit                                          | 1964                                             | Église Saint-André de La Bastide-de-Bousignac                  |
| Église Notre-Dame-de-la-Nativité d'Unjat                       | La Bastide-de-Sérou       |                                                  | 43° 01′ 15″ nord, 1° 27′ 44″ est                 | « PA00093951 »                                   | Inscrit                                          | 1992                                             | Image manquante Téléverser                                     |
| Mine de cuivre gallo-romaine du Goutil                         | La Bastide-de-Sérou       | Le Goutil                                        | 43° 00′ 06″ nord, 1° 23′ 12″ est                 | « PA00093774 »                                   | Classé                                           | 1982                                             | Mine de cuivre gallo-romaine du Goutil                         |
| Tour du Loup                                                   | La Bastide-de-Sérou       |                                                  | 43° 00′ 58″ nord, 1° 24′ 54″ est                 | « PA00135428 »                                   | Inscrit                                          | 1994 1995                                        | Image manquante Téléverser                                     |
| Grotte de Bédeilhac                                            | Bédeilhac-et-Aynat        | Montagne du Soudour                              | 42° 52′ 17″ nord, 1° 34′ 14″ est                 | « PA00093775 »                                   | Classé                                           | 1929                                             | Grotte de Bédeilhac                                            |
| Église Notre-Dame de Bénac                                     | Bénac                     | Chemin vicinal                                   | 42° 57′ 16″ nord, 1° 31′ 56″ est                 | « PA00093776 »                                   | Inscrit                                          | 1957                                             | Église Notre-Dame de Bénac                                     |
| Église Saint-Michel d'Ayet                                     | Bethmale                  | R.D. 17                                          | 42° 53′ 13″ nord, 1° 03′ 36″ est                 | « PA00093777 »                                   | Inscrit                                          | 1950                                             | Église Saint-Michel d'Ayet                                     |
| Site des Salenques                                             | Les Bordes-sur-Arize      |                                                  | 43° 08′ 17″ nord, 1° 19′ 05″ est                 | « PA09000017 »                                   | Inscrit                                          | 2006                                             | Image manquante Téléverser                                     |
| Chapelle d'Aulignac                                            | Bordes-Uchentein          | Aulignac                                         | 42° 54′ 26″ nord, 1° 01′ 22″ est                 | « PA00135429 »                                   | Inscrit                                          | 1995                                             | Chapelle d'Aulignac                                            |
| Dolmen d'Ayer                                                  | Bordes-Uchentein          | Ayer                                             | 42° 52′ 57″ nord, 1° 00′ 49″ est                 | « PA00093778 »                                   | Classé                                           | 1889                                             | Dolmen d'Ayer                                                  |
| Église Notre-Dame d'Ourjout                                    | Bordes-Uchentein          |                                                  | 42° 54′ 08″ nord, 1° 01′ 43″ est                 | « PA00093779 »                                   | Classé                                           | 1910                                             | Église Notre-Dame d'Ourjout                                    |
| Pont de Bordes-sur-Lez                                         | Bordes-Uchentein          |                                                  | 42° 54′ 09″ nord, 1° 01′ 44″ est                 | « PA00093780 »                                   | Inscrit                                          | 1941                                             | Pont de Bordes-sur-Lez                                         |
| Église Saint-Étienne d'Uchentein                               | Bordes-Uchentein          |                                                  | 42° 53′ 16″ nord, 1° 00′ 03″ est                 | « PA00093955 »                                   | Classé                                           | 1995                                             | Église Saint-Étienne d'Uchentein                               |
| Spoulga des églises                                            | Bouan                     |                                                  | 42° 48′ 25″ nord, 1° 38′ 26″ est                 | « PA09000038 »                                   | Inscrit                                          | 2023                                             | Spoulga des églises                                            |
| Maison haute de Camon                                          | Camon                     | La Terrasse, 1                                   | 43° 01′ 19″ nord, 1° 57′ 58″ est                 | « PA09000018 »                                   | Inscrit                                          | 2007                                             | Maison haute de Camon                                          |
| Prieuré et remparts de Camon                                   | Camon                     |                                                  | 43° 01′ 20″ nord, 1° 58′ 04″ est                 | « PA00093781 »                                   | Inscrit                                          | 1964 1994                                        | Prieuré et remparts de Camon                                   |
| Temple protestant de Carla-Bayle                               | Carla-Bayle               |                                                  | 43° 09′ 02″ nord, 1° 23′ 38″ est                 | « PA00093949 »                                   | Inscrit                                          | 1992                                             | Temple protestant de Carla-Bayle                               |
| Chapelle du Calvaire de Castillon-en-Couserans                 | Castillon-en-Couserans    |                                                  | 42° 55′ 13″ nord, 1° 02′ 02″ est                 | « PA00093782 »                                   | Classé                                           | 1906                                             | Chapelle du Calvaire de Castillon-en-Couserans                 |
| Église Saint-Barthélemy de Castillon-en-Couserans              | Castillon-en-Couserans    |                                                  | 42° 55′ 16″ nord, 1° 02′ 06″ est                 | « PA09000039 »                                   | inscrit                                          | 2023                                             | Image manquante Téléverser                                     |
| Église Saint-Barthélemy de Caumont                             | Caumont                   |                                                  | 43° 01′ 49″ nord, 1° 05′ 06″ est                 | « PA00093783 »                                   | Inscrit                                          | 1978                                             | Église Saint-Barthélemy de Caumont                             |
| Château de Gudanes                                             | Château-Verdun            |                                                  | 42° 47′ 02″ nord, 1° 40′ 49″ est                 | « PA00132943 »                                   | Classé                                           | 1994                                             | Château de Gudanes                                             |
| Église Notre-Dame de Salau                                     | Couflens                  |                                                  | 42° 45′ 30″ nord, 1° 11′ 21″ est                 | « PA00093784 »                                   | Classé                                           | 1911                                             | Église Notre-Dame de Salau                                     |
| Château de Crampagna                                           | Crampagna                 |                                                  | 43° 01′ 58″ nord, 1° 36′ 15″ est                 | « PA00093785 »                                   | Inscrit                                          | 2015                                             | Château de Crampagna                                           |
| Croix de Daumazan-sur-Arize                                    | Daumazan-sur-Arize        |                                                  | 43° 08′ 17″ nord, 1° 19′ 05″ est                 | « PA00093786 »                                   | Classé                                           | 1907                                             | Croix de Daumazan-sur-Arize                                    |
| Église Saint-Sernin de Daumazan-sur-Arize                      | Daumazan-sur-Arize        | 6 Place de l'Église                              | 43° 08′ 40″ nord, 1° 18′ 27″ est                 | « PA00093787 »                                   | Classé Inscrit                                   | 1907 1987                                        | Église Saint-Sernin de Daumazan-sur-Arize                      |
| Château de Durban-sur-Arize                                    | Durban-sur-Arize          |                                                  | 43° 01′ 18″ nord, 1° 19′ 56″ est                 | « PA00093950 »                                   | Inscrit                                          | 1992                                             | Château de Durban-sur-Arize                                    |
| Chapelle Saint-Michel de Loutrein                              | Engomer                   |                                                  | 42° 56′ 29″ nord, 1° 03′ 18″ est                 | « PA00135430 »                                   | Inscrit                                          | 1995                                             | Chapelle Saint-Michel de Loutrein                              |
| Chapelle Saint-Pierre d'Ercé                                   | Ercé                      | R.D. 32                                          | 42° 51′ 12″ nord, 1° 16′ 52″ est                 | « PA00093788 »                                   | Inscrit                                          | 1979                                             | Chapelle Saint-Pierre d'Ercé                                   |
| Croix en fer d'Ercé                                            | Ercé                      |                                                  | 42° 51′ 02″ nord, 1° 17′ 19″ est                 | « PA00093789 »                                   | Inscrit                                          | 1964                                             | Croix en fer d'Ercé                                            |
| Église Notre-Dame-de-l'Assomption d'Ercé                       | Ercé                      |                                                  | 42° 51′ 00″ nord, 1° 17′ 22″ est                 | « PA00093790 »                                   | Inscrit                                          | 1964                                             | Église Notre-Dame-de-l'Assomption d'Ercé                       |
| Chapelle Saint-Jean d'Eycheil                                  | Eycheil                   | Courmoroy, cimetière                             | 42° 57′ 58″ nord, 1° 09′ 33″ est                 | « PA00093791 »                                   | Inscrit                                          | 1964                                             | Chapelle Saint-Jean d'Eycheil                                  |
| Château de Poudelay                                            | Fabas                     |                                                  | 43° 07′ 33″ nord, 1° 07′ 32″ est                 | « PA09000019 »                                   | Inscrit                                          | 2007                                             | Château de Poudelay                                            |
| Église Notre-Dame-de-l'Assomption de Fabas                     | Fabas                     | Place principale                                 | 43° 06′ 28″ nord, 1° 06′ 19″ est                 | « PA00093792 »                                   | Inscrit                                          | 1950                                             | Église Notre-Dame-de-l'Assomption de Fabas                     |
| Château de Foix                                                | Foix                      |                                                  | 42° 57′ 57″ nord, 1° 36′ 18″ est                 | « PA00093793 »                                   | Classé                                           | 1840                                             | Château de Foix                                                |
| Église Saint-Volusien de Foix                                  | Foix                      |                                                  | 42° 58′ 01″ nord, 1° 36′ 24″ est                 | « PA00093794 »                                   | Classé                                           | 1964                                             | Église Saint-Volusien de Foix                                  |
| Porte d'immeuble                                               | Foix                      | 37 Rue du Rival                                  | 42° 58′ 00″ nord, 1° 36′ 26″ est                 | « PA00093795 »                                   | Classé                                           | 1926                                             | Porte d'immeuble                                               |
| Maison des Cariatides (Foix)                                   | Foix                      | 1 Rue Claude Erignac                             | 42° 58′ 01″ nord, 1° 36′ 22″ est                 | « PA09000028 »                                   | Inscrit                                          | 2015                                             | Maison des Cariatides (Foix)                                   |
| Château de Fornex                                              | Fornex                    |                                                  | 43° 10′ 13″ nord, 1° 14′ 58″ est                 | « PA09000022 »                                   | Inscrit                                          | 2007                                             | Image manquante Téléverser                                     |
| Chapelle Saint-André du Fossat                                 | Le Fossat                 |                                                  | 43° 11′ 13″ nord, 1° 24′ 26″ est                 | « PA00093796 »                                   | Inscrit                                          | 1941                                             | Chapelle Saint-André du Fossat                                 |
| Église Saint-Barthélemy du Fossat                              | Le Fossat                 |                                                  | 43° 10′ 29″ nord, 1° 24′ 28″ est                 | « PA00093797 »                                   | Inscrit                                          | 1926                                             | Église Saint-Barthélemy du Fossat                              |
| Dolmen de Goudère                                              | Gabre                     |                                                  | 43° 04′ 47″ nord, 1° 24′ 57″ est                 | « PA00093798 »                                   | Classé                                           | 1889                                             | Dolmen de Goudère                                              |
| Église Saint-Laurent de Gabre                                  | Gabre                     |                                                  | 43° 04′ 29″ nord, 1° 24′ 59″ est                 | « PA00135431 »                                   | Inscrit                                          | 11 décembre 1995                                 | Église Saint-Laurent de Gabre                                  |
| Temple protestant de Gabre                                     | Gabre                     |                                                  | 43° 04′ 27″ nord, 1° 25′ 00″ est                 | « PA09000029 »                                   | Inscrit                                          | 7 avril 2015                                     | Temple protestant de Gabre                                     |
| Chapelle Saint-Quintin de Galey                                | Galey                     |                                                  | 42° 56′ 06″ nord, 0° 55′ 03″ est                 | « PA09000008 »                                   | Inscrit                                          | 1998                                             | Chapelle Saint-Quintin de Galey                                |
| Église Saint-Pierre de Galey                                   | Galey                     |                                                  | 42° 56′ 10″ nord, 0° 54′ 53″ est                 | « PA09000001 »                                   | Inscrit                                          | 1996                                             | Église Saint-Pierre de Galey                                   |
| Château de Gaudiès                                             | Gaudiès                   |                                                  | 43° 10′ 32″ nord, 1° 43′ 51″ est                 | « PA00093799 »                                   | Inscrit                                          | 1977                                             | Château de Gaudiès                                             |
| Tumulus de La Plagne                                           | Génat                     |                                                  | 42° 49′ 24″ nord, 1° 34′ 22″ est                 | « PA00135432 »                                   | Inscrit                                          | 1995                                             | Image manquante Téléverser                                     |
| Château de Lagarde                                             | Lagarde                   |                                                  | 43° 03′ 02″ nord, 1° 56′ 09″ est                 | « PA00093800 »                                   | Classé                                           | 1914                                             | Château de Lagarde                                             |
| Château de Sibra                                               | Lagarde                   |                                                  | 43° 02′ 35″ nord, 1° 55′ 27″ est                 | « PA09000013 »                                   | Inscrit                                          | 2004                                             | Château de Sibra                                               |
| Église Saint-Jean-Baptiste de Lapenne                          | Lapenne                   |                                                  | 43° 08′ 46″ nord, 1° 45′ 01″ est                 | « PA00093801 »                                   | Classé                                           | 1921                                             | Église Saint-Jean-Baptiste de Lapenne                          |
| Église du Saint-Sacrement de Laroque-d'Olmes                   | Laroque-d'Olmes           |                                                  | 42° 58′ 15″ nord, 1° 52′ 26″ est                 | « PA00093802 »                                   | Inscrit                                          | 2001                                             | Église du Saint-Sacrement de Laroque-d'Olmes                   |
| Chapelle Saint-Sernin de Bensa                                 | Lavelanet                 | Bensa, cimetière                                 | 42° 55′ 52″ nord, 1° 50′ 30″ est                 | « PA00093803 »                                   | Inscrit                                          | 1950                                             | Chapelle Saint-Sernin de Bensa                                 |
| Château de Léran                                               | Léran                     |                                                  | 42° 59′ 25″ nord, 1° 54′ 42″ est                 | « PA00093804 »                                   | Inscrit                                          | 1959 1986                                        | Château de Léran                                               |
| Ancienne église Notre-Dame de Noguès                           | Lescure                   |                                                  | 43° 00′ 19″ nord, 1° 15′ 07″ est                 | « PA09000025 »                                   | Inscrit                                          | 2012                                             | Ancienne église Notre-Dame de Noguès                           |
| Église Sainte-Anne de Leychert                                 | Leychert                  |                                                  | 42° 56′ 41″ nord, 1° 43′ 42″ est                 | « PA00135433 »                                   | Inscrit                                          | 1995                                             | Église Sainte-Anne de Leychert                                 |
| Abbaye de Lézat-sur-Lèze                                       | Lézat-sur-Lèze            |                                                  | 43° 16′ 23″ nord, 1° 21′ 24″ est                 | « PA00093805 »                                   | Inscrit                                          | 1988                                             | Abbaye de Lézat-sur-Lèze                                       |
| Croix de Durhan                                                | Lézat-sur-Lèze            |                                                  | 43° 16′ 23″ nord, 1° 21′ 24″ est                 | « PA00093806 »                                   | Classé                                           | 1950                                             | Croix de Durhan                                                |
| Église Saint-Jean-Baptiste de Lézat-sur-Lèze                   | Lézat-sur-Lèze            | Le Couvent                                       | 43° 16′ 32″ nord, 1° 20′ 45″ est                 | « PA00093807 »                                   | Classé                                           | 1986                                             | Église Saint-Jean-Baptiste de Lézat-sur-Lèze                   |
| Hôtel de ville de Lézat-sur-Lèze                               | Lézat-sur-Lèze            |                                                  | 43° 16′ 34″ nord, 1° 20′ 47″ est                 | « PA00093808 »                                   | Inscrit                                          | 1950                                             | Hôtel de ville de Lézat-sur-Lèze                               |
| Château de Lordat                                              | Lordat                    |                                                  | 42° 46′ 34″ nord, 1° 44′ 54″ est                 | « PA00093809 »                                   | Classé                                           | 1923                                             | Château de Lordat                                              |
| Maison natale d'Aristide Bergès et papeterie de Prat du Ritou  | Lorp-Sentaraille          |                                                  | 43° 00′ 39″ nord, 1° 07′ 28″ est                 | « PA09000020 »                                   | Inscrit                                          | 2007                                             | Maison natale d'Aristide Bergès et papeterie de Prat du Ritou  |
| Église de la Sainte-Trinité de Loubens                         | Loubens                   | Costeséque                                       | 43° 02′ 43″ nord, 1° 32′ 50″ est                 | « PA00093810 »                                   | Inscrit                                          | 1964                                             | Église de la Sainte-Trinité de Loubens                         |
| Grotte du Portel                                               | Loubens                   | Debez Portel                                     | 43° 01′ 35″ nord, 1° 41′ 44″ est                 | « PA00093811 »                                   | Classé                                           | 1969                                             | Image manquante Téléverser                                     |
| Château de Loubières                                           | Loubières                 |                                                  | 42° 57′ 01″ nord, 1° 34′ 44″ est                 | « PA00093812 »                                   | Inscrit                                          | 1977                                             | Château de Loubières                                           |
| Croix de Manses                                                | Manses                    |                                                  | 43° 06′ 03″ nord, 1° 48′ 40″ est                 | « PA00093813 »                                   | Classé                                           | 1980                                             | Croix de Manses                                                |
| Église Saint-Jean-Baptiste de Manses                           | Manses                    |                                                  | 43° 06′ 03″ nord, 1° 48′ 40″ est                 | « PA00093952 »                                   | Inscrit                                          | 1992                                             | Église Saint-Jean-Baptiste de Manses                           |
| Dolmen de Bidot                                                | Le Mas-d'Azil             | La Caire                                         | 43° 03′ 37″ nord, 1° 20′ 14″ est                 | « PA00093814 »                                   | Classé                                           | 1889                                             | Image manquante Téléverser                                     |
| Dolmen de Seigmas                                              | Le Mas-d'Azil             | La Lauzette                                      | 43° 05′ 24″ nord, 1° 19′ 59″ est                 | « PA00093815 »                                   | Classé                                           | 1889                                             | Dolmen de Seigmas                                              |
| Église Saint-Étienne du Mas-d'Azil                             | Le Mas-d'Azil             | Place principale                                 | 43° 04′ 48″ nord, 1° 21′ 38″ est                 | « PA00093816 »                                   | Inscrit                                          | 1950                                             | Église Saint-Étienne du Mas-d'Azil                             |
| Grotte du Mas-d'Azil                                           | Le Mas-d'Azil             |                                                  | 43° 04′ 07″ nord, 1° 21′ 16″ est                 | « PA00093817 »                                   | Classé                                           | 1942                                             | Grotte du Mas-d'Azil                                           |
| Temple protestant du Mas-d'Azil                                | Le Mas-d'Azil             | Rue du Mouret                                    | 43° 04′ 53″ nord, 1° 21′ 41″ est                 | « PA09000030 »                                   | Inscrit                                          | 2015                                             | Temple protestant du Mas-d'Azil                                |
| Église de la Nativité-de-la-Vierge de Massat                   | Massat                    |                                                  | 42° 53′ 23″ nord, 1° 20′ 51″ est                 | « PA00093818 »                                   | Inscrit                                          | 1985                                             | Église de la Nativité-de-la-Vierge de Massat                   |
| Grotte du Ker de Massat                                        | Massat                    | Rocher de Ker                                    | 42° 53′ 48″ nord, 1° 19′ 22″ est                 | « PA00093819 »                                   | Classé                                           | 1974                                             | Grotte du Ker de Massat                                        |
| Halle de Mazères                                               | Mazères                   | Place de l'Église                                | 43° 15′ 06″ nord, 1° 40′ 39″ est                 | « PA09000014 »                                   | Inscrit                                          | 2004                                             | Halle de Mazères                                               |
| Hôtel d'Ardouin                                                | Mazères                   | Rue Castellane Rue de la République              | 43° 15′ 05″ nord, 1° 40′ 48″ est                 | « PA00093820 »                                   | Classé                                           | 1955                                             | Hôtel d'Ardouin                                                |
| Monument aux morts                                             | Mazères                   |                                                  | 43° 15′ 01″ nord, 1° 40′ 36″ est                 | « PA09000032 »                                   | inscrit                                          | 2018                                             | Monument aux morts                                             |
| Église Saint-Louis de Mercus                                   | Mercus-Garrabet           |                                                  | 42° 52′ 54″ nord, 1° 37′ 52″ est                 | « PA00093821 »                                   | Classé                                           | 1910                                             | Église Saint-Louis de Mercus                                   |
| Ancienne église Saint-Pierre de Mérens                         | Mérens-les-Vals           | Mérens d'en Haut                                 | 42° 39′ 21″ nord, 1° 50′ 37″ est                 | « PA00093822 »                                   | Classé                                           | 1969                                             | Ancienne église Saint-Pierre de Mérens                         |
| Église Saint-Jean-Baptiste de Mérigon                          | Mérigon                   | RD 627                                           | 43° 05′ 18″ nord, 1° 11′ 38″ est                 | « PA00093823 »                                   | Inscrit                                          | 1950                                             | Église Saint-Jean-Baptiste de Mérigon                          |
| Château de Miglos                                              | Miglos                    |                                                  | 42° 47′ 48″ nord, 1° 35′ 26″ est                 | « PA00093824 »                                   | Classé                                           | 1987                                             | Château de Miglos                                              |
| Église Saint-Hilaire d'Arquizat                                | Miglos                    |                                                  | 42° 47′ 32″ nord, 1° 35′ 56″ est                 | « PA00093825 »                                   | Inscrit                                          | 1973                                             | Église Saint-Hilaire d'Arquizat                                |
|                                                                | Mirepoix                  | Voir Liste des monuments historiques de Mirepoix | Voir Liste des monuments historiques de Mirepoix | Voir Liste des monuments historiques de Mirepoix | Voir Liste des monuments historiques de Mirepoix | Voir Liste des monuments historiques de Mirepoix | Voir Liste des monuments historiques de Mirepoix               |
| Château de Montaillou                                          | Montaillou                |                                                  | 42° 47′ 12″ nord, 1° 53′ 38″ est                 | « PA00093884 »                                   | Inscrit                                          | 1984                                             | Château de Montaillou                                          |
| Château de Peyroutet-Vadier                                    | Montaut                   |                                                  | 43° 12′ 10″ nord, 1° 37′ 10″ est                 | « PA00093942 »                                   | Inscrit                                          | 1993                                             | Image manquante Téléverser                                     |
| Château de Montégut-en-Couserans                               | Montégut-en-Couserans     |                                                  | 42° 58′ 52″ nord, 1° 05′ 52″ est                 | « PA00093885 »                                   | Inscrit                                          | 1987                                             | Château de Montégut-en-Couserans                               |
| Église Saint-Jean-Baptiste de Montégut-en-Couserans            | Montégut-en-Couserans     | Courmaniers                                      | 42° 58′ 47″ nord, 1° 05′ 29″ est                 | « PA00093886 »                                   | Inscrit                                          | 1965                                             | Église Saint-Jean-Baptiste de Montégut-en-Couserans            |
| Croix de carrefour de Montferrier                              | Montferrier               |                                                  | 42° 53′ 20″ nord, 1° 47′ 34″ est                 | « PA00093887 »                                   | Classé                                           | 1979                                             | Image manquante Téléverser                                     |
| Forge de Montgailhard                                          | Montgailhard              |                                                  | 42° 56′ 01″ nord, 1° 38′ 02″ est                 | « PA00125553 »                                   | Inscrit                                          | 1993                                             | Forge de Montgailhard                                          |
| Église Saint-Pierre de Montgauch                               | Montgauch                 | Lacraste                                         | 43° 00′ 00″ nord, 1° 04′ 31″ est                 | « PA00093888 »                                   | Classé                                           | 1962                                             | Église Saint-Pierre de Montgauch                               |
| Église Notre-Dame-de-l'Assomption de Montjoie-en-Couserans     | Montjoie-en-Couserans     |                                                  | 43° 00′ 05″ nord, 1° 09′ 37″ est                 | « PA00093889 »                                   | Classé                                           | 1901                                             | Église Notre-Dame-de-l'Assomption de Montjoie-en-Couserans     |
| Porte de ville de Montjoie-en-Couserans                        | Montjoie-en-Couserans     |                                                  | 43° 00′ 05″ nord, 1° 09′ 38″ est                 | « PA00093890 »                                   | Inscrit                                          | 1965                                             | Porte de ville de Montjoie-en-Couserans                        |
| Pont du Diable                                                 | Montoulieu                |                                                  | 42° 54′ 23″ nord, 1° 38′ 27″ est                 | « PA00093891 »                                   | Inscrit                                          | 1950                                             | Pont du Diable                                                 |
| Château de Montségur                                           | Montségur                 |                                                  | 42° 52′ 33″ nord, 1° 50′ 00″ est                 | « PA00093892 »                                   | Classé                                           | 1862 1989                                        | Château de Montségur                                           |
| Église Notre-Dame de Luzenac                                   | Moulis                    |                                                  | 42° 57′ 15″ nord, 1° 04′ 47″ est                 | « PA00093893 »                                   | Classé                                           | 1961                                             | Église Notre-Dame de Luzenac                                   |
| Pile romaine de Luzenac                                        | Moulis                    | Luzenac                                          | 42° 57′ 21″ nord, 1° 05′ 01″ est                 | « PA00093894 »                                   | Classé                                           | 1905                                             | Pile romaine de Luzenac                                        |
| Grotte de Niaux                                                | Niaux                     | Massif d'Arbiech                                 | 42° 49′ 15″ nord, 1° 35′ 37″ est                 | « PA00093895 »                                   | Classé                                           | 1911                                             | Grotte de Niaux                                                |
| Thermes Fraxine                                                | Ornolac-Ussat-les-Bains   |                                                  | 42° 49′ 27″ nord, 1° 37′ 17″ est                 | « PA00093947 »                                   | Inscrit                                          | 1991                                             | Thermes Fraxine                                                |
| Château de Mirabat                                             | Oust, Seix et Ustou       |                                                  | 42° 50′ 41″ nord, 1° 12′ 44″ est                 | « PA00135434 »                                   | Inscrit                                          | 1995                                             | Château de Mirabat                                             |
| Croix d'Oust                                                   | Oust                      | pratiquement détruite                            | 42° 49′ 05″ nord, 1° 15′ 02″ est                 | « PA00093939 »                                   | Inscrit                                          | 1950                                             | Croix d'Oust                                                   |
| Église Notre-Dame-de-l'Assomption de Vic                       | Oust                      |                                                  | 42° 53′ 03″ nord, 1° 12′ 49″ est                 | « PA00093940 »                                   | Classé                                           | 1921                                             | Église Notre-Dame-de-l'Assomption de Vic                       |
| Château de Pailhès                                             | Pailhès                   |                                                  | 43° 06′ 02″ nord, 1° 26′ 42″ est                 | « PA09000004 » « PA09000005 »                    | Inscrit                                          | 1997                                             | Château de Pailhès                                             |
| Abbaye du Mas-Cailloup de Pamiers                              | Pamiers                   |                                                  | 43° 06′ 18″ nord, 1° 36′ 39″ est                 | « PA00093943 »                                   | Classé                                           | 1992                                             | Abbaye du Mas-Cailloup de Pamiers                              |
| Boucherie moderne                                              | Pamiers                   | 81 rue Gabriel-Péri                              | 43° 07′ 08″ nord, 1° 36′ 40″ est                 | « PA09000012 »                                   | Inscrit                                          | 2003                                             | Boucherie moderne                                              |
| Canaux de Pamiers                                              | Pamiers                   |                                                  | 43° 06′ 53″ nord, 1° 36′ 29″ est                 | « PA09000009 »                                   | Inscrit                                          | 1999                                             | Canaux de Pamiers                                              |
| Cathédrale Saint-Antonin de Pamiers                            | Pamiers                   |                                                  | 43° 06′ 51″ nord, 1° 36′ 33″ est                 | « PA00093896 »                                   | Classé                                           | 1906                                             | Cathédrale Saint-Antonin de Pamiers                            |
| Couvent des Carmélites de Pamiers                              | Pamiers                   |                                                  | 43° 06′ 49″ nord, 1° 36′ 36″ est                 | « PA09000023 »                                   | Inscrit                                          | 2009                                             | Couvent des Carmélites de Pamiers                              |
| Église Notre-Dame-du-Camp                                      | Pamiers                   |                                                  | 43° 06′ 58″ nord, 1° 36′ 42″ est                 | « PA00093897 »                                   | Classé Inscrit                                   | 1912 2001                                        | Église Notre-Dame-du-Camp                                      |
| Maison                                                         | Pamiers                   | 28 rue Gabriel-Péri                              | 43° 08′ 38″ nord, 1° 37′ 04″ est                 | « PA00093898 »                                   | Inscrit                                          | 1973                                             | Image manquante Téléverser                                     |
| Monument aux morts                                             | Pamiers                   |                                                  | 43° 06′ 53″ nord, 1° 37′ 05″ est                 | « PA09000034 »                                   | inscrit                                          | 2018                                             | Monument aux morts                                             |
| Tour des Cordeliers                                            | Pamiers                   |                                                  | 43° 08′ 38″ nord, 1° 37′ 04″ est                 | « PA00093899 »                                   | Classé                                           | 1921                                             | Tour des Cordeliers                                            |
| Église Saint-Vincent de Péreille                               | Péreille                  | Péreille d'en-Bas                                | 42° 56′ 18″ nord, 1° 48′ 02″ est                 | « PA00135436 »                                   | Inscrit                                          | 1995                                             | Église Saint-Vincent de Péreille                               |
| Château de Prat                                                | Prat-Bonrepaux            |                                                  | 43° 01′ 49″ nord, 1° 00′ 57″ est                 | « PA09000006 »                                   | Inscrit                                          | 1997                                             | Château de Prat                                                |
| Croix de Prat                                                  | Prat-Bonrepaux            | Ville de Prat Place principale                   | 43° 01′ 42″ nord, 1° 01′ 04″ est                 | « PA00093900 »                                   | Inscrit                                          | 1965                                             | Croix de Prat                                                  |
| Grotte de Mongautin                                            | Prat-Bonrepaux            |                                                  | 43° 01′ 40″ nord, 1° 01′ 09″ est                 | « PA09000010 »                                   | Inscrit                                          | 1999                                             | Image manquante Téléverser                                     |
| Église Saint-Blaise des Pujols                                 | Les Pujols                |                                                  | 43° 05′ 18″ nord, 1° 43′ 08″ est                 | « PA00093901 »                                   | Inscrit                                          | 1925                                             | Église Saint-Blaise des Pujols                                 |
| Église Notre-Dame-de-l'Assomption de Rabat-les-Trois-Seigneurs | Rabat-les-Trois-Seigneurs |                                                  | 42° 51′ 26″ nord, 1° 33′ 17″ est                 | « PA00093953 »                                   | Inscrit                                          | 1992                                             | Église Notre-Dame-de-l'Assomption de Rabat-les-Trois-Seigneurs |
| Abbaye de Combelongue                                          | Rimont                    |                                                  | 42° 59′ 17″ nord, 1° 16′ 36″ est                 | « PA00093948 »                                   | Inscrit                                          | 2007                                             | Abbaye de Combelongue                                          |
| Château de Roquefixade                                         | Roquefixade               |                                                  | 42° 56′ 20″ nord, 1° 45′ 12″ est                 | « PA00135437 »                                   | Classé                                           | 1995                                             | Château de Roquefixade                                         |
| Château d'Usson                                                | Rouze                     | Usson                                            | 42° 44′ 08″ nord, 2° 05′ 15″ est                 | « PA00093902 »                                   | Inscrit                                          | 1978 1996 1997                                   | Château d'Usson                                                |
| Église Sainte-Anne de Sabarat                                  | Sabarat                   |                                                  | 43° 05′ 55″ nord, 1° 23′ 31″ est                 | « PA00093903 »                                   | Inscrit                                          | 1944                                             | Église Sainte-Anne de Sabarat                                  |
| Halle de Sainte-Croix-Volvestre Monument détruit               | Sainte-Croix-Volvestre    |                                                  | 43° 07′ 33″ nord, 1° 10′ 28″ est                 | « PA00093904 »                                   | Inscrit                                          | 1973                                             | Halle de Sainte-Croix-VolvestreMonument détruit                |
| Ancienne abbaye fontevriste                                    | Sainte-Croix-Volvestre    |                                                  | 43° 07′ 35″ nord, 1° 10′ 22″ est                 | « PA09000026 »                                   | Inscrit                                          | 2012                                             | Image manquante Téléverser                                     |
| Chapelle de Sainte-Foi                                         | Sainte-Foi                |                                                  | 43° 07′ 31″ nord, 1° 55′ 01″ est                 | « PA00135438 »                                   | Inscrit                                          | 1995                                             | Chapelle de Sainte-Foi                                         |
| Église Sainte-Suzanne de Sainte-Suzanne                        | Sainte-Suzanne            |                                                  | 43° 12′ 36″ nord, 1° 23′ 12″ est                 | « PA00093915 »                                   | Classé                                           | 1989                                             | Église Sainte-Suzanne de Sainte-Suzanne                        |
| Église Saint-Félix de Saint-Félix-de-Tournegat                 | Saint-Félix-de-Tournegat  |                                                  | 43° 07′ 52″ nord, 1° 44′ 52″ est                 | « PA00125554 »                                   | Inscrit Classé                                   | 1993 1996                                        | Église Saint-Félix de Saint-Félix-de-Tournegat                 |
| Château des vicomtes du Couserans                              | Saint-Girons              | Parc du Tribunal                                 | 42° 58′ 57″ nord, 1° 08′ 40″ est                 | « PA00093905 »                                   | Inscrit                                          | 1988                                             | Château des vicomtes du Couserans                              |
| Église Saint-Valier de Saint-Girons                            | Saint-Girons              |                                                  | 42° 58′ 59″ nord, 1° 08′ 53″ est                 | « PA00093906 »                                   | Classé Inscrit                                   | 1925 2005                                        | Église Saint-Valier de Saint-Girons                            |
| Grand café de l'Union                                          | Saint-Girons              | 19 rue Gambetta                                  | 42° 59′ 02″ nord, 1° 08′ 43″ est                 | « PA09000037 »                                   | Inscrit                                          | 2022                                             | Grand café de l'Union                                          |
| Maison Dufaur                                                  | Saint-Girons              | 29 rue Saint-Valier                              | 42° 59′ 02″ nord, 1° 08′ 50″ est                 | « PA00093954 »                                   | Inscrit                                          | 1992                                             | Maison Dufaur                                                  |
| Monument aux morts                                             | Saint-Girons              |                                                  | 42° 59′ 07″ nord, 1° 08′ 30″ est                 | « PA09000035 »                                   | inscrit                                          | 2018                                             | Monument aux morts                                             |
| Chapelle du cimetière de Saint-Jean-du-Falga                   | Saint-Jean-du-Falga       | Cimetière                                        | 43° 05′ 14″ nord, 1° 37′ 10″ est                 | « PA00093908 »                                   | Inscrit                                          | 1986                                             | Chapelle du cimetière de Saint-Jean-du-Falga                   |
| Église Saint-Jean-Baptiste de Saint-Jean-de-Verges             | Saint-Jean-de-Verges      | R.N. 20                                          | 43° 00′ 47″ nord, 1° 36′ 37″ est                 | « PA00093907 »                                   | Classé                                           | 1907                                             | Église Saint-Jean-Baptiste de Saint-Jean-de-Verges             |
| Cathédrale Notre-Dame-de-la-Sède de Saint-Lizier               | Saint-Lizier              |                                                  | 43° 00′ 10″ nord, 1° 08′ 15″ est                 | « PA00132944 »                                   | Classé                                           | 1994                                             | Cathédrale Notre-Dame-de-la-Sède de Saint-Lizier               |
| Cathédrale Saint-Lizier de Saint-Lizier et cloître             | Saint-Lizier              |                                                  | 43° 00′ 06″ nord, 1° 08′ 15″ est                 | « PA00093909 »                                   | Classé                                           | 1886                                             | Cathédrale Saint-Lizier de Saint-Lizier et cloître             |
| Chapelle Notre-Dame du Marsan                                  | Saint-Lizier              |                                                  | 42° 59′ 52″ nord, 1° 08′ 46″ est                 | « PA00093910 »                                   | Inscrit                                          | 1973                                             | Chapelle Notre-Dame du Marsan                                  |
| Hôtel-Dieu de Saint-Lizier                                     | Saint-Lizier              |                                                  | 43° 00′ 05″ nord, 1° 08′ 15″ est                 | « PA09000016 »                                   | Inscrit                                          | 2005                                             | Hôtel-Dieu de Saint-Lizier                                     |
| Maison canoniale de Saint-Lizier                               | Saint-Lizier              | Rue des Nobles                                   | 43° 00′ 07″ nord, 1° 08′ 13″ est                 | « PA00093944 »                                   | Inscrit Classé                                   | 1989 1991                                        | Maison canoniale de Saint-Lizier                               |
| Maison Loubières                                               | Saint-Lizier              | Place de l'Église                                | 43° 00′ 06″ nord, 1° 08′ 14″ est                 | « PA00093911 »                                   | Classé                                           | 1929                                             | Maison Loubières                                               |
| Maison natale d'Aristide Bergès et papeterie de Prat du Ritou  | Saint-Lizier              |                                                  | 43° 00′ 39″ nord, 1° 07′ 28″ est                 | « PA09000021 »                                   | Inscrit                                          | 2007                                             | Maison natale d'Aristide Bergès et papeterie de Prat du Ritou  |
| Murailles gallo-romaines de Saint-Lizier                       | Saint-Lizier              | Ville Haute                                      | 43° 00′ 12″ nord, 1° 08′ 16″ est                 | « PA00093912 »                                   | Classé                                           | 1912                                             | Murailles gallo-romaines de Saint-Lizier                       |
| Palais épiscopal de Saint-Lizier                               | Saint-Lizier              |                                                  | 43° 00′ 10″ nord, 1° 08′ 14″ est                 | « PA00125555 »                                   | Inscrit                                          | 1993                                             | Palais épiscopal de Saint-Lizier                               |
| Pont de Saint-Lizier                                           | Saint-Lizier              |                                                  | 43° 00′ 01″ nord, 1° 08′ 05″ est                 | « PA00093913 »                                   | Inscrit                                          | 1927                                             | Pont de Saint-Lizier                                           |
| Église Saint-Anastase de Saint-Martin-d'Oydes                  | Saint-Martin-d'Oydes      |                                                  | 43° 10′ 11″ nord, 1° 29′ 47″ est                 | « PA09000031 »                                   | Inscrit                                          | 2015                                             | Église Saint-Anastase de Saint-Martin-d'Oydes                  |
| Château de Queille                                             | Saint-Quentin-la-Tour     |                                                  | 43° 01′ 33″ nord, 1° 55′ 11″ est                 | « PA00093914 »                                   | Inscrit                                          | 1944                                             | Château de Queille                                             |
| Église Saint-Sylvain de Queille                                | Saint-Quentin-la-Tour     |                                                  | 43° 01′ 33″ nord, 1° 55′ 13″ est                 | « PA00132656 »                                   | Inscrit                                          | 1994                                             | Église Saint-Sylvain de Queille                                |
| Église Saint-Ybars de Saint-Ybars                              | Saint-Ybars               |                                                  | 43° 14′ 17″ nord, 1° 23′ 09″ est                 | « PA00093916 »                                   | Classé                                           | 1907 1987                                        | Église Saint-Ybars de Saint-Ybars                              |
| Camp du Vernet                                                 | Saverdun                  |                                                  | 43° 10′ 57″ nord, 1° 36′ 06″ est                 | « PA09000036 »                                   | Inscrit                                          | 2019                                             | Camp du Vernet                                                 |
| Château de Savignac-les-Ormeaux                                | Savignac-les-Ormeaux      |                                                  | 42° 40′ 23″ nord, 1° 51′ 05″ est                 | « PA00093917 »                                   | Inscrit                                          | 1976                                             | Château de Savignac-les-Ormeaux                                |
| Chapelle Notre-Dame-de-Pitié de Seix                           | Seix                      | Rue de la Chapelle Descente du Salat             | 42° 51′ 48″ nord, 1° 12′ 00″ est                 | « PA09000027 »                                   | Inscrit                                          | 2014                                             | Chapelle Notre-Dame-de-Pitié de Seix                           |
| Château de la Garde                                            | Seix                      |                                                  | 42° 51′ 49″ nord, 1° 12′ 02″ est                 | « PA09000002 »                                   | Inscrit                                          | 1996                                             | Château de la Garde                                            |
| Château de Mirabat                                             | Seix                      |                                                  | 42° 51′ 55″ nord, 1° 12′ 05″ est                 | « PA00135439 »                                   | Inscrit                                          | 1995                                             | Château de Mirabat                                             |
| Église Saint-Étienne de Seix                                   | Seix                      |                                                  | 42° 51′ 50″ nord, 1° 12′ 04″ est                 | « PA00093918 »                                   | Inscrit                                          | 2014                                             | Église Saint-Étienne de Seix                                   |
| Maison-forte de Seix                                           | Seix                      |                                                  | 42° 51′ 53″ nord, 1° 12′ 05″ est                 | « PA00132657 »                                   | Inscrit                                          | 1994                                             | Maison-forte de Seix                                           |
| Église Notre-Dame de Sentein                                   | Sentein                   |                                                  | 42° 52′ 29″ nord, 0° 57′ 15″ est                 | « PA00093919 »                                   | Classé                                           | 1906                                             | Église Notre-Dame de Sentein                                   |
| Château de Nogarède                                            | Sieuras                   |                                                  | 43° 12′ 09″ nord, 1° 21′ 38″ est                 | « PA00093945 »                                   | Inscrit                                          | 1989 2023                                        | Château de Nogarède                                            |
| Rendez-vous de chasse des Comtes de Foix                       | Siguer                    | Grande-Rue                                       | 42° 45′ 55″ nord, 1° 33′ 55″ est                 | « PA00093920 »                                   | Classé                                           | 1987                                             | Rendez-vous de chasse des Comtes de Foix                       |
| Croix de Sorgeat                                               | Sorgeat                   |                                                  | 42° 40′ 23″ nord, 1° 51′ 05″ est                 | « PA00093922 »                                   | Classé                                           | 1979                                             | Croix de Sorgeat                                               |
| Chapelle Saint-Sernin de Soueix-Rogalle                        | Soueix-Rogalle            |                                                  | 42° 53′ 59″ nord, 1° 12′ 44″ est                 | « PA00093923 »                                   | Classé                                           | 1977                                             | Chapelle Saint-Sernin de Soueix-Rogalle                        |
| Église Saint-Nicolas de Surba                                  | Surba                     |                                                  | 42° 51′ 30″ nord, 1° 34′ 42″ est                 | « PA00093924 »                                   | Inscrit                                          | 1977                                             | Église Saint-Nicolas de Surba                                  |
| Chapelle Notre-Dame de Sabart                                  | Tarascon-sur-Ariège       |                                                  | 42° 50′ 12″ nord, 1° 36′ 14″ est                 | « PA00093925 »                                   | Classé                                           | 1846                                             | Chapelle Notre-Dame de Sabart                                  |
| Château de Lacombe                                             | Tarascon-sur-Ariège       |                                                  | 42° 50′ 00″ nord, 1° 34′ 44″ est                 | « PA00093926 »                                   | Classé Inscrit                                   | 1983 1992                                        | Image manquante Téléverser                                     |
| Église Notre-Dame-de-la-Daurade de Tarascon-sur-Ariège         | Tarascon-sur-Ariège       |                                                  | 42° 50′ 43″ nord, 1° 36′ 28″ est                 | « PA00093946 »                                   | Inscrit                                          | 1990                                             | Église Notre-Dame-de-la-Daurade de Tarascon-sur-Ariège         |
| Maison de Jehan-Séré                                           | Tarascon-sur-Ariège       | Place du Vieux-Tarascon                          | 42° 50′ 43″ nord, 1° 36′ 28″ est                 | « PA00093927 »                                   | Inscrit                                          | 1950                                             | Maison de Jehan-Séré                                           |
| Tour Saint-Michel de Tarascon-sur-Ariège                       | Tarascon-sur-Ariège       |                                                  | 42° 50′ 44″ nord, 1° 36′ 31″ est                 | « PA00093928 »                                   | Classé                                           | 1938                                             | Tour Saint-Michel de Tarascon-sur-Ariège                       |
| Église Saint-Jean-l'Évangéliste de Teilhet                     | Teilhet                   |                                                  | 43° 05′ 33″ nord, 1° 46′ 45″ est                 | « PA00093929 »                                   | Inscrit                                          | 1955                                             | Église Saint-Jean-l'Évangéliste de Teilhet                     |
| Ensemble monumental de Tourtouse                               | Tourtouse                 |                                                  | 43° 05′ 34″ nord, 1° 07′ 28″ est                 | « PA09000024 »                                   | Inscrit                                          | 2010                                             | Ensemble monumental de Tourtouse                               |
| Église Saint-Martin d'Unac                                     | Unac                      |                                                  | 42° 45′ 41″ nord, 1° 46′ 31″ est                 | « PA00093930 »                                   | Classé                                           | 1846                                             | Église Saint-Martin d'Unac                                     |
| Église Saint-Pierre-et-Saint-Paul d'Urs                        | Urs                       | Village                                          | 42° 46′ 28″ nord, 1° 44′ 03″ est                 | « PA00093931 »                                   | Inscrit                                          | 1965                                             | Église Saint-Pierre-et-Saint-Paul d'Urs                        |
| Château de la Garde                                            | Ustou                     |                                                  | 42° 50′ 09″ nord, 1° 12′ 10″ est                 | « PA09000003 »                                   | Inscrit                                          | 1996                                             | Château de la Garde                                            |
| Château de Mirabat                                             | Ustou                     |                                                  | 42° 50′ 41″ nord, 1° 12′ 44″ est                 | « PA00135435 »                                   | Inscrit                                          | 1995                                             | Château de Mirabat                                             |
| Croix d'Ustou                                                  | Ustou                     |                                                  | 42° 49′ 05″ nord, 1° 15′ 02″ est                 | « PA00093932 »                                   | Inscrit                                          | 1965                                             | Croix d'Ustou                                                  |
| Église Notre-Dame de Vals et croix de pierre                   | Vals                      | Le Village                                       | 43° 05′ 45″ nord, 1° 45′ 41″ est                 | « PA00093933 »                                   | Classé                                           | 1910 1959                                        | Église Notre-Dame de Vals et croix de pierre                   |
| Maison en pans de bois                                         | Varilhes                  | Rue du Pont                                      | 43° 01′ 35″ nord, 1° 41′ 44″ est                 | « PA00093934 »                                   | Inscrit                                          | 1944                                             | Maison en pans de bois                                         |
| Maison en pans de bois                                         | Varilhes                  |                                                  | 43° 02′ 45″ nord, 1° 37′ 40″ est                 | « PA00093935 »                                   | Inscrit                                          | 1944                                             | Maison en pans de bois                                         |
| Chapelle de la Nativité-de-Saint-Jean-Baptiste du Bousquet     | Ventenac                  |                                                  | 42° 59′ 42″ nord, 1° 43′ 47″ est                 | « PA00135440 »                                   | Inscrit                                          | 1995                                             | Chapelle de la Nativité-de-Saint-Jean-Baptiste du Bousquet     |
| Église Saint-Blaise de Verdun                                  | Verdun                    |                                                  | 42° 47′ 47″ nord, 1° 41′ 14″ est                 | « PA00093936 »                                   | Classé                                           | 1910                                             | Église Saint-Blaise de Verdun                                  |
| Église Notre-Dame-de-l'Assomption de Vernajoul                 | Vernajoul                 |                                                  | 42° 59′ 07″ nord, 1° 36′ 20″ est                 | « PA00093937 »                                   | Inscrit                                          | 1979                                             | Église Notre-Dame-de-l'Assomption de Vernajoul                 |
| Église Sainte-Marthe de Vernaux                                | Vernaux                   |                                                  | 42° 46′ 13″ nord, 1° 45′ 20″ est                 | « PA00093938 »                                   | Classé                                           | 1910                                             | Église Sainte-Marthe de Vernaux                                |
| Camp du Vernet                                                 | Le Vernet                 |                                                  | 43° 10′ 57″ nord, 1° 36′ 06″ est                 | « PA09000036 »                                   | Inscrit                                          | 2019                                             | Camp du Vernet                                                 |
| Château de Fiches                                              | Verniolle                 | Fiches                                           | 43° 03′ 57″ nord, 1° 39′ 36″ est                 | « PA09000015 »                                   | Inscrit                                          | 2005                                             | Château de Fiches                                              |
| Église Saint-Martin de Villeneuve-du-Latou                     | Villeneuve-du-Latou       |                                                  | 43° 12′ 10″ nord, 1° 26′ 00″ est                 | « PA00093941 »                                   | Classé                                           | 1932                                             | Église Saint-Martin de Villeneuve-du-Latou                     |
| Château de Gargas                                              | Viviès                    |                                                  | 43° 03′ 37″ nord, 1° 46′ 54″ est                 | « PA09000007 »                                   | Inscrit Classé                                   | 1997 1998                                        | Château de Gargas                                              |